# Vyšné Valice
Vyšné Valice (węg. Felsővály) – wieś (obec) na Słowacji położona w kraju bańskobystrzyckim, w powiecie Rymawska Sobota. Pierwsze wzmianki o miejscowości pochodzą z roku 1332. 
Według danych z dnia 31 grudnia 2012, wieś zamieszkiwało 295 osób, w tym 143 kobiety i 152 mężczyzn.
W 2001 roku rozkład populacji względem narodowości i przynależności etnicznej wyglądał następująco:
- Słowacy – 11,41%
- Czesi – 0,67%
- Węgrzy – 87,58%

Ze względu na wyznawaną religię struktura mieszkańców kształtowała się w 2001 roku następująco:
- Katolicy rzymscy – 30,87%
- Ewangelicy – 3,36%
- Ateiści – 16,11%
- Nie podano – 0,67%